# یواس‌اس فالموس (۱۸۲۷)
یواس‌اس فالموس (۱۸۲۷) (به انگلیسی: USS Falmouth (1827)) یک کشتی بود که طول آن ۱۲۷ فوت (۳۹ متر) بود. این کشتی در سال ۱۸۲۷ ساخته شد.